# Aleksije III. Trapezuntski
Aleksije III. Megas Komnen (grčki: Αλέξιος Γ΄ Μέγας Κομνηνός, romanizirano: Alexios III Megas Komnēnos, 5. listopada 1338. – 20. ožujka 1390.), ili Aleksije III., Bio je car Trapezunta od prosinca 1349. do svoje smrti. On je možda najbolje dokumentirani vladar te zemlje, a njegovu vladavinu odlikuje niz darovnica crkvi i književnih djela. 
Bio je sin cara Bazilija Trapezuntskog i njegove druge supruge, Irene Trapezuntske. Aleksije III. je izvorno nazvan Ivan (Ιωάννης, Iōannēs), a ime je Aleksije uzeo u znak sjećanje na rano preminulog starijeg brata koji je preminuo prijevremeno ili po djedu po ocu, caru Aleksiju II.
George Finlay je njegov osobni izgled opisao kao "izuzetno plemenitog". Finlay doprinosi sljedećim pojedinostima: "Bio je blijedoplav i duge kose, akvilejskog nosa, koji su mu laskavi ljudi često hvalili, jer ga je Platon smatrao kraljevskim obilježjem. Bio je snažan i dobro građen; a neprijatelji su mu zamjerali nasilnost i brutalnost.":str. 386.

## Rani život i carevanje
Kad je Bazilije 6. travnja 1340. umro, a njegova ga prva žena Irene Palaiologina naslijedila, poslala je svu djecu svog supruga u Carigrad, zajedno s njihovom majkom.:str. 46. Aleksije je odgojen na bizantskom dvoru. Kad mu je bilo jedanaest godina, car Ivan VI. Kantakuzen ga je poslao u Trabzon da zamijeni svog svrgnutog pra-ujaka Mihaela. Aleksije je stigao u Trabzon 22. prosinca 1349. godine a plemstvo ga je na čelu s Megas douxom Niketasom Scholaresom prihvatilo bez protivljenja. U tom je trenutku usvojio ime Aleksije, a okrunjen je 21. siječnja 1350. godine u društvu svoje majke Irene i Ivana Lazaropoulosa.:str. 55f Aleksijev položaj bio je osiguran slanjem svrgnutog cara Mihaila u samostan. 
Godine 1351., veza s Ivanom VI. Kantakuzenom ojačana je daljnjim diplomatskim inicijativama. Svrgnuti car Mihael protjeran je u Carigrad, a 20. rujna 1351. Aleksije III. se ženi Teodorom Kantakuzen, rođakinjom bizantskog cara, u novoizgrađenoj crkvi svetog Eugeniosa. Dok su se aristokrati međusobno svađali, Aleksije je iz sigurnosti svog doma u glavnom gradu povukao u obalni dvorac Tripolis.:str. 57.
Mladog cara podržavala je njegova majka i neki odani generali i dvorjani, uključujući i Mihaela Panaretosa, čija je lakonska kronika glavni izvor političke povijesti carstva Trebizonda. Nepokorne plemiće morale su careve snage savladati jednog za drugim. Aleksije i njegov dvor učvrstili su svoj položaj njegovanjem mirnih odnosa s Turkmenima, osnaženim bračnim savezima, poput onog između najstarije careve sestre Marije i Fahreddina Kutlubega iz Aq Qoyunlua 1352. godine.:str. 60.
Kako se položaj Aleksija popravljao, postajalo je manje potrebno pouzdati se u kraljotvorca Niketasa. Megas doux otvorcaje bio prisiljen pobjeći u Kerasous u lipnju 1354., gdje je pripremio flotu koja se sastojala od jedne galije i jedanaest manjih plovila koja su isplovili prema Trabzonu u ožujku 1355. godine. Pobunjenici su shvatili da neće moći pobijediti i odustali su od ekspedicije. Aleksije je opremio svoju flotu galija i nekoliko manjih plovila, a u svibnju je uplovio u Kerasous u društvu svoje majke i mitropolita Trapezunta i osvojio grad u Niketasovoj odsutnosti. Carska konjica opkolila je zadnju tvrđavu odanu megas douxu, Kenchrinu, i prisilila branitelje na predaju. Niketas i njegovi aristokratski pristaše zarobljeni su i dovedeni u Trebizond, gdje je Niketas umro 1360. godine.:str. 58f
Zatvaranjem Niketasa, Mihael Panaretos prestaje s o pisavanjeam građanskog rata. Većina pisaca zaključuje da to znači da je i sam građanski rat završio, ali pokušaj Kabasitaja i drugih plemića da izvrše atentat na Aleksija III. 1363. možda je dio tog sukoba. Aleksije je pobjegao iz zasjede i kasnije ih, uz pomoć lojalnih vojnika, sve uhitio. Mitropolit Nifon zbačen je zbog saučesništva u zavjeri, a umro je zatočen u samostanu sljedeće godine. Zamijenjen je carevim pristašem Ivanom Lazaropoulosom, koji je postao metropolit Trebizond pod monaškim imenom Josip. Unatoč svojim pobjedama nad plemićima, Aleksije je pokazao suzdržanost i spremnost na kompromis davanjem povelja plemićkim obiteljima kojim je potvrden posjed njihove zemlje.:str. 66.

## Vanjska politika
Aleksije III. počeo se baviti jačanjem granice prema Turkmenima prije kraja građanskih nemira. U tome je bio manje uspješan i pretrpio je veliki poraz u bitci 1355. godine. Aleksije i Panaretos jedva su pobjegli i ostali živi.:str. 59f Napad na Matzouk od strane hadžijskog Umara, emira Halibije, neutraliziran je diplomatski, a 1358. oženio se aleksijevom sestrom Teodorom. Aleksije je nastavio ovu politiku traženja diplomatskog saveza sa susjednim muslimanskim knezovima, s brakovima četiri njegove kćeri; peta, Anna Megale Komnene, postala je druga supruga gruzijskog kralja Bagrata V.:str. 385.:str. 6of
Aleksije također nije bio u stanju izbaciti Đenovljane i Mlečane s njihova dominantnog položaja u Trapezuntskoj trgovini. Položaj Venecije oslabio je nakon prepuštanja Leonkastrona Đenovežanima 1349. godine, a 1360. je Aleksije pokušao obnoviti trgovačke odnose s Venecijom kako bi smanjio moć Đenovljana. Godine 1364. potvrdio je Mlečanima njihove stare privilegije i dodijelio im depo "ispod samostana svetog mučenika Teodora Gabrasa ". No Mlečani nisu bili zadovoljni svojim dobicima i ljubomorno su se svađali s Đenovljanima. Još jedna ustupak Veneciji uslijedio je 1367., nakon cega se postupno smanjivao dio carine koja se naplaćuje mletačkoj trgovini.:str. 67f
Ipak, Aleksiosov pokušaj iskorištavanja trgovine talijanskih republika rezultirao je znatnim nezadovoljstvom. Mlečani su se 1373. urotili s despotom Dobrotitsom iz Dobruje (neprijateljem Genove) da nametnu svog zeta Mihaela Paleologa, mlađeg sina cara Ivana V. Paleologa, na prijestolje Trapezunta. Mihael Paleolog se pojavio pred Trabzonom s dva velika broda i jednim malim i ostao je tamo pet dana dok nije odustao od plana i otišao. Odnosi s Venecijom bili su popravljeni, ali iako je Aleksije 1381. još više smanjio carinu Mlečanima, njihova trgovina s Trapezuntom je nastavila opadati. 
Aleksije III. umro je 20. ožujka 1390., a naslijedio ga je sin Manuel III. Tijekom svoje duge vladavine, Aleksije III. popravio je fizičku štetu prijestolnici, dao bogate poklone nekolicini samostana, posebno samostanu Soumela, i utemeljio samostan Dionysiou na Atosu.:str. 61.-64. Anthony Bryer objašnjava da je ovo bilo uveliko zbog konfiscirane imovine poraženih plemića koji su se usprotivili jakoj središnjoj vladi, i pokazuje kako su pogubljeni arhonti i njihova imanja vraćena kruni, kako bi mogao obnoviti samostane poput Svete Feke u Kordileju (1362), Soumeli (1364), Dionysiou (1374) i Theoskepastos (1376). 

## Obitelj
Po supruzi Theodori Kantakouzene, Alexios III imao je sedmero djece:
- Anna (1357. - nakon 1406.), koja se udala za gruzijskog kralja Bagrata V
- Basil (1358. – 1377.)
- Manuel III. (1364–1417), car 1390–1416. Oženjen Gulkhan-Eudokijom iz Gruzije.
- Eudokia, koja se udala zaTajeddina, emira Limnia 8. listopada 1379[7]
- Neimenovana kći, koja se udala za Suleyman Bega, Emira Chalybia
- Još jedna neimenovana kći, koja se udala za Mutahhartena, Emira Erzincana
- Treća neimenovana kći, koja se udala za Qara Osmana, vođu Aq Qoyunlua

Neimenovana ljubavnica Aleksija je također imala najmanje jednog nezakonitog sina: 
- Andronik (1355–1376), koji se oženio Gulkhan-Eudokijom, kćerkom kralja Davida IX., Ali umro je od pada nedugo nakon što je Eudokia udala za njegovog brata Manuela III.[3]:str. 61.